# Hartmut Möllring

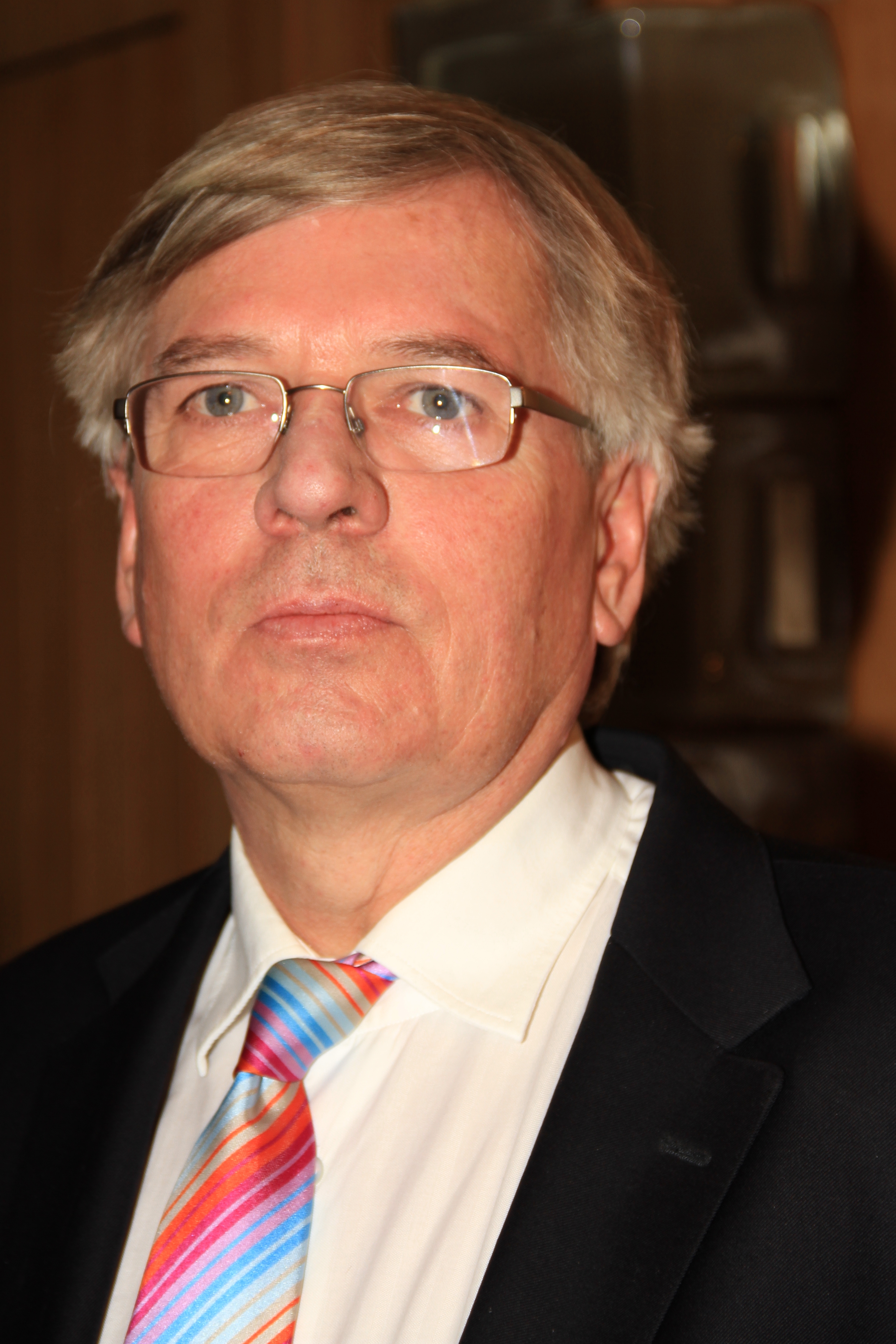
Hartmut Möllring (2013)

Hartmut Möllring (* 31. Dezember 1951 in Groß Ilsede) ist ein deutscher CDU-Politiker. Von 1990 bis 2013 war er Mitglied des Niedersächsischen Landtages und von 2003 bis 2013 niedersächsischer Finanzminister. Von 2013 bis 2016 war er Minister für Wissenschaft und Wirtschaft des Landes Sachsen-Anhalt.

## Leben
Möllring machte 1970 am Scharnhorstgymnasium in Hildesheim das Abitur und ging als Soldat auf Zeit für zwei Jahre zur Bundeswehr. Danach studierte er Rechtswissenschaften an der Philipps-Universität Marburg und der Georg-August-Universität Göttingen. Nach seiner Referendarzeit war er als Richter und Staatsanwalt tätig. Von 1984 bis zur Wahl in den Landtag 1990 war er im Justizministerium als persönlicher Referent, Haushaltsreferent und Pressesprecher tätig. Er ist seit 1972 Mitglied der CDU und war bis 2012 Vorsitzender des CDU-Bezirksverbandes Hildesheim.
Seit 1980 ist Hartmut Möllring mit der ehemaligen Bundestagsabgeordneten Eva Möllring verheiratet. Aus dieser Ehe gingen drei Kinder hervor; Sohn Gregor ist politisch bei Bündnis 90/Die Grünen aktiv.

## Wirken
Möllring war von 1990 bis 2013 Mitglied des Niedersächsischen Landtages. Er wurde zuletzt im Landtagswahlkreis Hildesheim direkt gewählt. Von 1998 bis 2003 war er stellvertretender Vorsitzender der CDU-Landtagsfraktion, zuständig für Finanzen, Wirtschaft, Umwelt, Freizeit und Touristik, Heilbäderwesen, Häfen und Schifffahrt. Von 2003 bis 2013 war er Niedersächsischer Finanzminister. In dieser Funktion war er zugleich Aufsichtsratsvorsitzender der Norddeutschen Landesbank, stellvertretender Aufsichtsratsvorsitzender der Bremer Landesbank sowie der Deutsche Messe AG und Mitglied des Bundesrates. Weiterhin war Möllring Vorsitzender der Tarifgemeinschaft deutscher Länder und Mitglied im Aufsichtsrat der Salzgitter AG. Bei der Landtagswahl 2013 trat er nicht wieder an.
Am 22. April 2013 trat er als Nachfolger von Birgitta Wolff das Amt des Ministers für Wissenschaft und Wirtschaft des Landes Sachsen-Anhalt im Kabinett Haseloff I an. Bei den Koalitionsverhandlungen nach der Landtagswahl in Sachsen-Anhalt 2016 zwischen CDU, SPD und Grünen (Kenia-Koalition) ging sein Ressort an den SPD-Politiker Jörg Felgner, der ihn am 25. April 2016 ablöste. Möllring kehrte nach Niedersachsen zurück.